# 科泽科德国际机场
科泽科德国际机场或译卡利卡特国际机场，也叫卡里普尔机场，是位于印度共和国喀拉拉邦科泽科德（即卡利卡特）近郊马拉普兰区卡里普尔镇的一座国际机场。